# Aeroportul Richard Toll
Aeroportul Richard Toll (IATA: RDT, ICAO: GOSR) este un aeroport din Richard-Toll⁠(d), Département de Dagana⁠(d), Regiunea Saint-Louis, Senegal ce deservește zona Richard-Toll⁠(d). A fost numit după zona deservită.
Situat la o altitudine de 6 m, aeroportul dispune de 1 pistă.

## Infrastructură

### Piste
Aeroportul dispune de o singură pistă. Pista are orientarea 08/26. 